# Fenerbahçe Spor Kulübü 2013-2014 (pallavolo femminile)
Questa voce raccoglie le informazioni riguardanti il Fenerbahçe Spor Kulübü nella stagione 2013-2014.

## Organigramma societario
Area direttiva
- Presidente: Aziz Yıldırım

Area tecnica
- Allenatore: Marcello Abbondanza
- Secondo allenatore: Michele Fanni

## Rosa
| N° | Nome             | Ruolo | Data di nascita  | Nazionalità sportiva |
| -- | ---------------- | ----- | ---------------- | -------------------- |
| 1  | Christina Bauer  | C     | 1º gennaio 1988  | Francia              |
| 2  | Merve Dalbeler   | L     | 27 giugno 1987   | Turchia              |
| 4  | Aneta Havlíčková | O     | 3 luglio 1987    | Rep. Ceca            |
| 5  | Elif Onur        | S     | 20 dicembre 1989 | Turchia              |
| 6  | Derya Çayırgan   | L     | 9 ottobre 1987   | Turchia              |
| 7  | Elif Ağca        | P     | 10 febbraio 1984 | Turchia              |
| 8  | İpek Soroğlu     | C     | 12 marzo 1985    | Turchia              |
| 9  | Seda Tokatlıoğlu | O     | 25 giugno 1986   | Turchia              |
| 10 | Kim Yeon-koung   | S     | 26 febbraio 1988 | Corea del Sud        |
| 11 | Nilay Benli      | P     | 24 ottobre 1985  | Turchia              |
| 12 | Alisha Glass     | P     | 5 aprile 1988    | Stati Uniti          |
| 14 | Eda Erdem        | C     | 22 febbraio 1987 | Turchia              |
| 16 | Fernanda Garay   | S     | 10 maggio 1986   | Brasile              |
| 18 | Gökçen Denkel    | C     | 2 agosto 1985    | Turchia              |

## Statistiche

### Statistiche di squadra
| Competizione     | Punti | In casa | In casa | In casa | In trasferta | In trasferta | In trasferta | Totale | Totale | Totale |
| Competizione     | Punti | G       | V       | P       | G            | V            | P            | G      | V      | P      |
| ---------------- | ----- | ------- | ------- | ------- | ------------ | ------------ | ------------ | ------ | ------ | ------ |
| Voleybol 1. Ligi | 61,5  | 15      | 14      | 1       | 15           | 12           | 3            | 30     | 26     | 4      |
| Coppa di Turchia | -     | 1       | 0       | 1       | 1            | 1            | 0            | 5      | 3      | 2      |
| Coppa CEV        | -     | 6       | 6       | 0       | 6            | 6            | 0            | 12     | 12     | 0      |
| Totale           | -     | 22      | 20      | 2       | 22           | 19           | 3            | 47     | 41     | 6      |

G = partite giocate; V = partite vinte; P = partite perse

### Statistiche dei giocatori
| Giocatore      | Voleybol 1. Ligi | Voleybol 1. Ligi | Voleybol 1. Ligi | Voleybol 1. Ligi | Voleybol 1. Ligi | Coppa di Turchia | Coppa di Turchia | Coppa di Turchia | Coppa di Turchia | Coppa di Turchia | Coppa CEV | Coppa CEV | Coppa CEV | Coppa CEV | Coppa CEV | Totale | Totale | Totale | Totale | Totale |
| Giocatore      | P                | PT               | AV               | MV               | BV               | P                | PT               | AV               | MV               | BV               | P         | PT        | AV        | MV        | BV        | P      | PT     | AV     | MV     | BV     |
| -------------- | ---------------- | ---------------- | ---------------- | ---------------- | ---------------- | ---------------- | ---------------- | ---------------- | ---------------- | ---------------- | --------- | --------- | --------- | --------- | --------- | ------ | ------ | ------ | ------ | ------ |
| E. Ağca        | 23               | 27               | 4                | 12               | 11               | 5                | 8                | 3                | 2                | 3                | 5         | 1         | 0         | 0         | 1         | 33     | 36     | 7      | 14     | 15     |
| C. Bauer       | 11               | 126              | 80               | 37               | 9                | 2                | 24               | 17               | 6                | 1                | 8         | 80        | 50        | 23        | 7         | 21     | 230    | 147    | 66     | 17     |
| N. Benli       | 22               | 2                | 0                | 1                | 1                | 4                | 0                | 0                | 0                | 0                | 0         | 0         | 0         | 0         | 0         | 26     | 2      | 0      | 1      | 1      |
| D. Çayırgan    | 21               | 0                | 0                | 0                | 0                | 3                | 0                | 0                | 0                | 0                | 5         | 4         | 4         | 0         | 0         | 29     | 4      | 4      | 0      | 0      |
| M. Dalbeler    | 29               | 0                | 0                | 0                | 0                | 4                | 0                | 0                | 0                | 0                | 7         | 0         | 0         | 0         | 0         | 40     | 0      | 0      | 0      | 0      |
| G. Denkel      | 23               | 101              | 25               | 54               | 22               | 4                | 25               | 7                | 14               | 4                | 3         | 5         | 0         | 3         | 2         | 30     | 131    | 32     | 71     | 28     |
| E. Erdem       | 24               | 220              | 123              | 71               | 26               | 5                | 37               | 22               | 12               | 3                | 7         | 41        | 28        | 8         | 5         | 36     | 298    | 173    | 91     | 34     |
| F. Garay       | 18               | 235              | 178              | 26               | 31               | 5                | 73               | 55               | 7                | 11               | 7         | 72        | 47        | 12        | 13        | 30     | 380    | 280    | 45     | 55     |
| A. Glass       | 9                | 40               | 21               | 12               | 7                | -                | -                | -                | -                | -                | 8         | 23        | 6         | 11        | 6         | 17     | 63     | 27     | 23     | 13     |
| A. Havlíčková  | 22               | 323              | 264              | 32               | 27               | 3                | 45               | 38               | 5                | 2                | 8         | 107       | 95        | 4         | 8         | 8      | 475    | 397    | 41     | 37     |
| Kim Y.k.       | 27               | 474              | 394              | 32               | 48               | 5                | 97               | 80               | 5                | 12               | 8         | 134       | 99        | 14        | 21        | 40     | 705    | 573    | 53     | 81     |
| E. Onur        | 20               | 32               | 23               | 8                | 1                | 3                | 11               | 6                | 3                | 2                | 2         | 0         | 0         | 0         | 0         | 25     | 43     | 29     | 11     | 3      |
| İ. Soroğlu     | 14               | 36               | 14               | 18               | 4                | 3                | 3                | 2                | 1                | 0                | 1         | 4         | 1         | 3         | 0         | 18     | 43     | 17     | 22     | 4      |
| S. Tokatlıoğlu | 26               | 201              | 149              | 32               | 20               | 5                | 28               | 20               | 6                | 2                | 5         | 8         | 5         | 3         | 0         | 36     | 237    | 174    | 41     | 22     |

P = presenze; PT = punti totali; AV = attacchi vincenti; MV = muri vincenti; BV = battute vincenti